# Agrostis sesquiflora
Agrostis sesquiflora é uma espécie de gramínea do gênero Agrostis, pertencente à família Poaceae.